# Jankowskia unmon
Jankowskia unmon är en fjärilsart som beskrevs av Jinhaku Sonan 1934. Jankowskia unmon ingår i släktet Jankowskia och familjen mätare. Inga underarter finns listade i Catalogue of Life.